# シンの荒野
シンの荒野(シンのあらの)は旧約聖書に登場する地名であり、出エジプトをしたイスラエル人が通過したエリムとシナイの間にある荒野である。
シンの荒野はシナイ半島の南西部、カディムの西方にあるディベト・エル・ラムレ付近の荒野であると推定されている。また、紅海（葦の海）沿岸に近いエル・マルカであるという意見もある。